# Mykoła Cehelski
Mykoła Cehelski (ukr. Микола Цегельський, ur. 17 grudnia 1896 w Strusowie, zm. 25 maja 1951 w Potmie) – duchowny greckokatolicki, męczennik, błogosławiony Kościoła katolickiego.

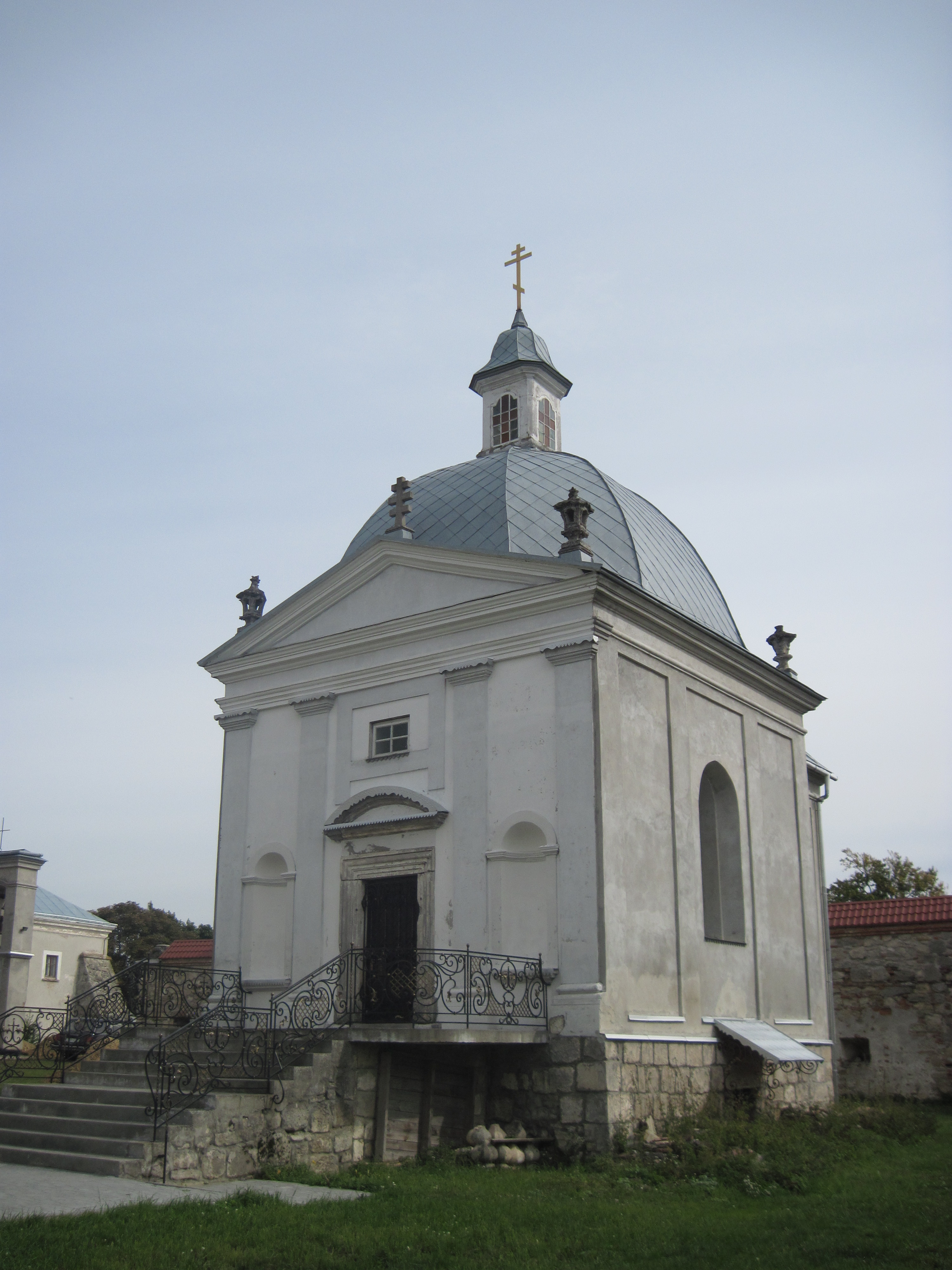
Kaplica bł. M. Cehelskiego w Podkamieniu

Święcenia kapłańskie przyjął w 1925 roku, przez wiele lat pracował na wiejskiej parafii jako proboszcz. Za działalność duszpasterską został aresztowany 28 października 1946 roku. W styczniu 1947 roku skazany na 10 lat więzienia. Zesłany do obozu w Potmie w rosyjskie Mordowii, był więziony w nieludzkich warunkach. Zmarł z wycieńczenia.
Beatyfikowany przez Jana Pawła II 27 czerwca 2001 roku we Lwowie w grupie 27 nowomęczenników greckokatolickich.
Bibliografia
Życiorys na stronie www.vatican.va